# (464188) 2015 BU1
(464188) 2015 BU1 es un asteroide perteneciente al cinturón de asteroides, descubierto el 13 de marzo de 2008 por el equipo Spacewatch desde el Observatorio Nacional de Kitt Peak (Arizona, Estados Unidos).